# Somchai Doungkaew
Somchai Doungkaew es un deportista tailandés que compitió en natación adaptada. Ganó cuatro medallas en los Juegos Paralímpicos de Verano en los años 2000 y 2004.

## Palmarés internacional
| Juegos Paralímpicos | Juegos Paralímpicos | Juegos Paralímpicos | Juegos Paralímpicos |
| Año                 | Lugar               | Medalla             | Prueba              |
| ------------------- | ------------------- | ------------------- | ------------------- |
| 2000                | Sídney (Australia)  | Medalla de oro      | 50 m mariposa S4    |
| 2000                | Sídney (Australia)  | Medalla de plata    | 150 m estilos SM3   |
| 2004                | Atenas (Grecia)     | Medalla de plata    | 50 m braza SB2      |
| 2004                | Atenas (Grecia)     | Medalla de plata    | 50 m mariposa S4    |